# سجن بوكا
معسكر بوكا (بالإنجليزية: Camp Bucca)‏ هو معسكر اعتقال سابق في غربيّ مدينة أم قصر في العراق كان يديره الجيش الأمريكي أثناء احتلاله للعراق. وقد أنشأه أولاً الجيش البريطاني بعد احتلاله للبصرة سنة 2003، وسمّوه منشأة كامب فرايدي، واستعملوه لاحتجاز سجناء الحرب العراقيين. ثم استلمه منهم الجيش الاميركي في نيسان/أبريل 2003، وسمّوه بوكا، تكريماً لرونالد بوكا، وهو رجل إطفاء، كان من الذين لقوا حتفهم في هجمات 11 أيلول/سبتمبر 2001.
وبعد فضيحة سجن أبو غريب، تم نقل العديد من المعتقلين من سجن أبو غريب إلى معسكر بوكا. مما أثّر بشكل كبير في سلسلة القيادة في معسكر بوكا وأدى إلى تعديلات جوهرية على سياسة المعتقل، حيث سعي الجيش الأمريكي بعد فضيحة سجن أبو غريب، إلى ان يجعل معتقل بوكا، معتقلا نموذجيا، رغم حدوث العديد من عمليات انتهاك حقوق السجناء والمعتقلين، أن المعتقل عبارة عن خيم، نتيجة أحداث الشغب وعمليات الحرق المتواصل التي يقوم بها المعتقلين وكذلك الفساد الإداري الذي طال الجيش الأمريكي. والآن يسكن المعتقلون دور في وحدات سكنية مع كتلة خشبية تسقيف بدلاً من الخيام، وتم تنظيم وإدارة الفئات الخاصة في مواضيع مثل الإلمام بالقراءة والكتابة والدين، والتنافس في مباريات كرة القدم. كما ان المعتقل شهد بعد عام 2008 فتح أقسام جديدة مصنوعة من حاويات حديدية مخالفة لحقوق الإنسان وتمت إدانتها من قبل المنظمات التي زارت السجن مثل الصليب الأحمر وحقوق الإنسان العراقية. ويسمح لبعض المعتقلين بالزيارات العائلية من أقارب الدرجة الأولى فقط.
تقوم القوات الأمريكية بتوفير جزء من الرعاية الصحية من خلال تحويل المرضى إلى مستشفى الجيش الأمريكي، وهو يقدم الرعاية الصحية. وهناك غرفة للطوارئ، وعيادة الطب الداخلي، وعيادة العيون، ووحدة الخدمات النفسية والعظام، ووحدة الجراحة وعيادة العلاج البدني وصيدلية وعيادة طب الأسنان، والخدمات الغذائية وغير ذلك.
ادعى الجيش الأمريكي أنهم قد يقومون بنقل المعتقل وأعداد من مستشفيات القوات الأمريكية في العراق إذا تطلب الأمر إلى ذلك، كما يدرب الجيش الأمريكي الطاقم الطبي أيضا على كيفية توفير الرعاية مع احترام التقاليد الإسلامية. رغم أنه تم تسجيل الكثير من حالات انتهاكات حقوق الإنسان والإساءة إلى المسلمين في المعتقل.
وتقوم المجاميع المسلحة من المقاومة العراقية ومن أفراد جيش المهدي بقصف سجن بوكا بشكل دوري، حيث لا تبعد منطقة أم قصر التي يقع فيها السجن عن الحدود الإيرانية سوى 25 كلم، تقول القوات الأمريكية أنه نفذت خمسة تفجيرات في كل شهر في الفترة من أيلول سبتمبر 2007 إلى أواخر نيسان / أبريل 2008، وأعلن الجيش الأمريكي أنه يريد إغلاق المعتقل، ثم أغلقوه يوم 16 أيلول سنة 2009، وسلّموا معتقليه إلى القوات العراقية. وصار بعدئذٍ مركز عمليات لإسناد ميناء ام قصر ونقطة استراحة المركبات المتجهة الى الكويت وأماكن أخرى.